# قرار مجلس الأمن التابع للأمم المتحدة رقم 1506
قرار مجلس الأمن التابع للأمم المتحدة رقم 1506، المعتمد في 12 سبتمبر 2003، بعد أن أشار إلى القرارات 731 (1992) و748 (1992) و883 (1993) و1192 (1998) بشأن تدمير طائرة بان أم الرحلة 103 فوق لوكربي، اسكتلندا في عام 1988، ويو تي إيه الرحلة 772 فوق النيجر في عام 1989، رفع المجلس العقوبات المفروضة على ليبيا بعد أن أخفق البلد في التعاون مع التحقيق في تدمير الطائرة.
رحب مجلس الأمن بالخطوات التي اتخذتها الحكومة الليبية للامتثال لقرارات مجلس الأمن المتعلقة بقبول المسؤولين الليبيين للمسؤولية، ودفع التعويضات، والتخلي عن الإرهاب، والالتزام بالتعاون مع المزيد من طلبات الحصول على المعلومات في التحقيق. وقام المجلس، متصرفا بموجب الفصل السابع من ميثاق الأمم المتحدة، برفع أشكال الحظر–حظر المبيعات العسكرية، والاتصالات الجوية، وبعض معدات النفط–المفروضة في القرارات السابقة المتعلقة بليبيا، وحل اللجنة المنشأة لرصد العقوبات.
وقد اختتم هذا القرار، الذي اقترحته بلغاريا والمملكة المتحدة، بإزالة المسألة من المسائل المعروضة على المجلس. واعتُمد بأغلبية 13 صوتا مقابل لا شيء، وامتناع عضوين من فرنسا والولايات المتحدة اللتين أعربتا عن تحفظاتها بشأن استعداد ليبيا المضي في تنفيذ التزاماتها. ورحبت إذاعة الدولة الليبية بالتحرك بوصفه «نصرا».

## وصلات خارجية
- نص القرار على undocs.org